# MX Linux
MX Linux je distribuce Linuxu založená na distribucích Debian Stable a antiX. Systém má nízké hardwarové nároky a podporuje 32bitovou i 64bitovou architekturu. Hlavním grafickým prostředím je Xfce a balíčkovacím systémem je APT. Kromě Xfce má verze Fluxbox, KDE a AHS (výhradně 64bitová verze s podporou nejnovějšího hardware).